# Gabriela Maciągowski
Gabriela Maciągowski (ur. 16 marca 1997 w Toronto) – kanadyjsko-polska siatkarka, grająca na pozycji atakującej. Od sezonu 2020/2021 występuje w szwajcarskiej drużynie Raiffeisen Volley Toggenburg.